# Baeotis hisbon
Baeotis hisbon är en fjärilsart som beskrevs av Pieter Cramer 1775. Baeotis hisbon ingår i släktet Baeotis och familjen Riodinidae. Inga underarter finns listade i Catalogue of Life.

## Bildgalleri

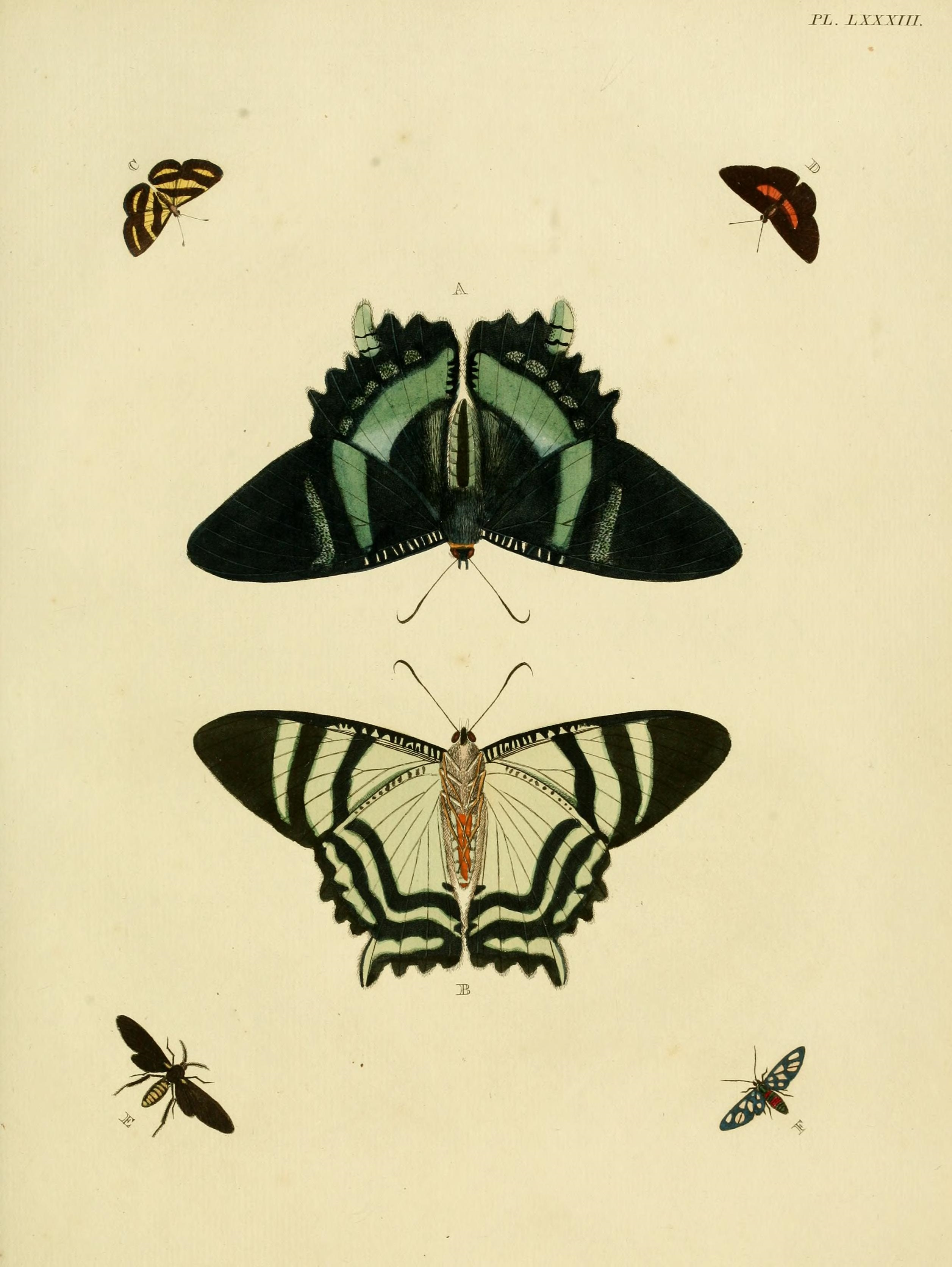